# جایزه اسکار بهترین ترانه
جایزه اسکار بهترین ترانه (انگلیسی: Academy Awardrt2r2 for Best Original Song) یکی از جوایزی است که سالانه در مراسم اسکار از سوی آکادمی علوم و هنرهای سینما به بهترین ترانهٔ اورجینالی که اختصاصاً برای فیلم ساخته شده باشد تعلق می‌گیرد؛ این جایزه فقط به ترانه‌سرایان و آهنگسازانی که در ساخت ترانه نقشی مستقیم داشته‌اند اهدا می‌شود و خوانندگان ترانه برای دریافت این جایزه در نظر گرفته نمی‌شوند.
جایزه اسکار بهترین ترانه در هفتمین دوره جوایز اسکار به جوایز اسکار افزوده شد. نامزدهای این جایزه از سوی اعضای آکادمی که دستی در ترانه‌سرایی و آهنگسازی دارند انتخاب می‌شوند و برندهٔ نهایی از سوی کل اعضای آکادمی برگزیده می‌شود.

## فهرست برندگان و نامزدها

### دهه ۱۹۳۰
- هفتمین دوره جوایز اسکار: "The Continental" – طلاق گی • موسیقی: کن کنراد • ترانه‌ها: هرب مجیدسون
  - "Carioca" – Flying Down to Rio • موسیقی: وینسنت یومانز • ترانه‌ها: ادوارد الیسکو و Gus Kahn
  - "Love in Bloom" – او مرا دوست ندارد (فیلم ۱۹۳۴) • موسیقی: رالف رینر • ترانه‌ها: لیو رابین
- هشتمین دوره جوایز اسکار: "Lullaby of Broadway" – Gold Diggers of ۱۹۳۵ • موسیقی: هری وارن • ترانه‌ها: ال دابین
  - "Lovely to Look at" – Roberta • موسیقی: جروم کرن • ترانه‌ها: دوروتی فیلدز و جیمی مک‌هیو
  - "Cheek to Cheek" – کلاه سیلندری • موسیقی و ترانه‌ها: ایروینگ برلین
- نهمین دوره جوایز اسکار: "The Way You Look Tonight" – چرخش زمان • موسیقی: جروم کرن • ترانه‌ها: دوروتی فیلدز
  - "I've Got You Under My Skin" – Born to Dance • موسیقی و ترانه‌ها: کول پورتر
  - "Pennies from Heaven" – Pennies from Heaven • موسیقی: آرتور جانستون • ترانه‌ها: جانی بورک
  - "When Did You Leave Heaven" – Sing, Baby, Sing • موسیقی: ریچارد آرمسترانگ وایتینگ • ترانه‌ها: والتر بالاک
  - "Did I Remember" – Suzy • موسیقی: والتر دونالدسون • ترانه‌ها: هارولد آدامسون
  - "A Melody from the Sky" – The Trail of the Lonesome Pine • موسیقی: لوییس آلتر • ترانه‌ها: Sidney D. Mitchell
- دهمین دوره جوایز اسکار: "Sweet Leilani" – ازدواج به سبک وایکیکی • موسیقی و ترانه‌ها: هری اوونز
  - "Whispers in the Dark" – Artists and Models • موسیقی: فردریک هالندر • ترانه‌ها: لیو رابین
  - "مرا به یاد داشته باش" – Mr. Dodd Takes the Air • موسیقی: هری وارن • ترانه‌ها: ال دابین
  - "They Can't Take That Away from Me" – Shall We Dance • موسیقی: جرج گرشوین (فهرست نامزدان و برندگان جایزه اسکار پس از مرگ) • ترانه‌ها: ایرا گرشوین
  - "That Old Feeling" – Vogues of ۱۹۳۸ • موسیقی: سمی فین • ترانه‌ها: Lew Brown
- یازدهمین دوره جوایز اسکار: "Thanks for the Memory" – The Big Broadcast of ۱۹۳۸ • موسیقی: رالف رینر • ترانه‌ها: لیو رابین
  - "Always and Always" – مانکن • موسیقی: ادوارد وارد • ترانه‌ها: چت فورست و باب رایت
  - "Change Partners" – Carefree • موسیقی و ترانه‌ها: ایروینگ برلین
  - "The Cowboy and the Lady" – The Cowboy and the Lady • موسیقی: لایونل نیومن • ترانه‌ها: آرتور کوئنزر
  - "Dust" – Under Western Stars • موسیقی و ترانه‌ها: جانی ماروین
  - "Jeepers Creepers" – Going Places • موسیقی: هری وارن • ترانه‌ها: جانی مرسر
  - "Merrily We Live" – Merrily We Live • موسیقی: فیل کریگ • ترانه‌ها: آرتور کوئنزر
  - "A Mist over the Moon" – The Lady Objects • موسیقی: بن اوکلند • ترانه‌ها: اسکار همرستاین دوم
  - "My Own" – That Certain Age • موسیقی: جیمی مک‌هیو • ترانه‌ها: هارولد آدامسون
  - "Now It Can Be Told" – گروه رگتایم الکساندر • موسیقی و ترانه‌ها: ایروینگ برلین
- دوازدهمین دوره جوایز اسکار: "بر فراز رنگین‌کمان" – جادوگر شهر از • موسیقی: هارولد آرلن • ترانه‌ها: ییپ هاربورگ
  - "Faithful Forever" – سفرهای گالیور • موسیقی: رالف رینر • ترانه‌ها: لیو رابین
  - "I Poured My Heart into a Song" – Second Fiddle • موسیقی و ترانه‌ها: ایروینگ برلین
  - "Wishing" – رابطه عاشقانه • موسیقی و ترانه‌ها: بادی د سیلوا

### دهه ۱۹۴۰
- سیزدهمین دوره جوایز اسکار: "When You Wish Upon a Star" – پینوکیو • موسیقی: لی هارلاین • ترانه‌ها: ند واشینگتن
  - "Down Argentine Way" – Down Argentine Way • موسیقی: هری وارن • ترانه‌ها: مک گوردون
  - "I'd Know You Anywhere" – You'll Find Out • موسیقی: جیمی مک‌هیو • ترانه‌ها: جانی مرسر
  - "It's a Blue World" – Music in My Heart • موسیقی و ترانه‌ها: چت فورست و باب رایت
  - "Love of My Life" – Second Chorus • موسیقی: آرتی شاو • ترانه‌ها: جانی مرسر
  - "Only Forever" – Rhythm on the River • موسیقی: James V. Monaco • ترانه‌ها: جانی بورک
  - "Our Love Affair" – Strike Up the Band • موسیقی و ترانه‌ها: راجر ایدنس و جرجی استول
  - "Waltzing in the Clouds" – Spring Parade • موسیقی: Robert Stolz • ترانه‌ها: Gus Kahn
  - "Who Am I?" – Hit Parade of 1941 • موسیقی: جول استاین • ترانه‌ها: والتر بالاک
- چهاردهمین دوره جوایز اسکار: "The Last Time I Saw Paris" – Lady Be Good • موسیقی: جروم کرن • ترانه‌ها: اسکار همرستاین دوم
  - "Baby Mine" – دامبو • موسیقی: فرانک چرچیل • ترانه‌ها: ند واشینگتن
  - "Be Honest With Me" – Ridin' on a Rainbow • موسیقی و ترانه‌ها: جین اتری و فرد رز
  - "Blues in the Night" – Blues in the Night • موسیقی: هارولد آرلن • ترانه‌ها: جانی مرسر
  - "Boogie Woogie Bugle Boy of Company B" – Buck Privates • موسیقی: Hugh Prince • ترانه‌ها: دان ری
  - "Chattanooga Choo Choo" – Sun Valley Serenade • موسیقی: هری وارن • ترانه‌ها: مک گوردون
  - "Dolores" – Las Vegas Nights • موسیقی: لوییس آلتر • ترانه‌ها: فرانک لسر
  - "Out of the Silence" – All-American Co-Ed • موسیقی و ترانه‌ها: Lloyd B. Norlin
  - "Since I Kissed My Baby Goodbye" – You'll Never Get Rich • موسیقی و ترانه‌ها: کول پورتر
- پانزدهمین دوره جوایز اسکار: "White Christmas" – مسافرخانه تعطیلات (فیلم) • موسیقی و ترانه‌ها: ایروینگ برلین
  - "Always in My Heart" – Always in My Heart • موسیقی: Ernesto Lecuona • ترانه‌ها: کیم گنون
  - "Dearly Beloved" – هیچوقت دوست داشتنی تر نبودی • موسیقی: جروم کرن • ترانه‌ها: جانی مرسر
  - "How About You?" – Babes on Broadway • موسیقی: برتون لین • ترانه‌ها: رالف فرید
  - "I've Heard That Song Before" – Youth on Parade • موسیقی: جول استاین • ترانه‌ها: سمی کان
  - "(I've Got a Gal in) Kalamazoo" – Orchestra Wives • موسیقی: هری وارن • ترانه‌ها: مک گوردون
  - "بامبی" – بامبی • موسیقی: فرانک چرچیل (فهرست نامزدان و برندگان جایزه اسکار پس از مرگ) • ترانه‌ها: لری موری
  - "Pennies for Peppino" – Flying with Music • موسیقی: ادوارد وارد • ترانه‌ها: چت فورست و باب رایت
  - "Pig Foot Pete" – Hellzapoppin' • موسیقی: جین د پال • ترانه‌ها: دان ری
  - "There's a Breeze on Lake Louise" – The Mayor of 44th Street • موسیقی: هری رول • ترانه‌ها: مورت گرین
- شانزدهمین دوره جوایز اسکار: "You'll Never Know" – Hello, Frisco, Hello • موسیقی: هری وارن • ترانه‌ها: مک گوردون
  - "Change of Heart" – Hit Parade of 1943 • موسیقی: جول استاین • ترانه‌ها: هارولد آدامسون
  - "Happiness is a Thing Called Joe" – Cabin in the Sky • موسیقی: هارولد آرلن • ترانه‌ها: ییپ هاربورگ
  - "My Shining Hour" – The Sky's the Limit • موسیقی: هارولد آرلن • ترانه‌ها: جانی مرسر
  - "Saludos Amigos" – سلام برادران • موسیقی: چارلز وولکات • ترانه‌ها: ند واشینگتن
  - "Say a Prayer for the Boys Over There" – Hers to Hold • موسیقی: جیمی مک‌هیو • ترانه‌ها: هرب مجیدسون
  - "That Old Black Magic" – Star Spangled Rhythm • موسیقی: هارولد آرلن • ترانه‌ها: جانی مرسر
  - "They're Either Too Young or Too Old" – Thank Your Lucky Stars • موسیقی: آرتور شوارتز • ترانه‌ها: فرانک لسر
  - "We Mustn't Say Good Bye" – Stage Door Canteen • موسیقی: James V. Monaco • ترانه‌ها: ال دابین
  - "You'd Be So Nice to Come Home To" – Something to Shout About • موسیقی و ترانه‌ها: کول پورتر
- هفدهمین دوره جوایز اسکار: "Swinging on a Star" – به راه خود می‌روم • موسیقی: جیمی ون هیوزن • ترانه‌ها: جانی بورک
  - "I Couldn't Sleep a Wink Last Night" – Higher and Higher • موسیقی: جیمی مک‌هیو • ترانه‌ها: هارولد آدامسون
  - "I'll Walk Alone" – Follow the Boys • موسیقی: جول استاین • ترانه‌ها: سمی کان
  - "I'm Making Believe" – Sweet and Low-Down • موسیقی: James V. Monaco • ترانه‌ها: مک گوردون
  - "Long Ago" – دختر مدل • موسیقی: جروم کرن • ترانه‌ها: ایرا گرشوین
  - "Now I Know" – Up in Arms • موسیقی: هارولد آرلن • ترانه‌ها: تد کوهلر
  - "مرا به یاد داشته باش to Carolina" – Minstrel Man • موسیقی: هری رول • ترانه‌ها: Paul Webster
  - "Rio de Janeiro" – برزیل • موسیقی: آری باروسو • ترانه‌ها: ند واشینگتن
  - "Silver Shadows and Golden Dreams" – Lady, Let's Dance • موسیقی: Lew Pollack • ترانه‌ها: چارلز نیومن
  - "Too Much in Love" – Song of the Open Road • موسیقی: والتر کنت • ترانه‌ها: کیم گنون
  - "The Trolley Song" – مرا در سن لویی ملاقات کن • موسیقی و ترانه‌ها: رالف بلین و هیو مارتین
- هجدهمین دوره جوایز اسکار: "It Might as Well Be Spring" – State Fair • موسیقی: ریچارد راجرز • ترانه‌ها: اسکار همرستاین دوم
  - "Ac-Cent-Tchu-Ate the Positive" – امواج (فیلم) • موسیقی: هارولد آرلن • ترانه‌ها: جانی مرسر
  - "Anywhere" – Tonight and Every Night • موسیقی: جول استاین • ترانه‌ها: سمی کان
  - "Aren't You Glad You're You?" – زنگ‌های کلیسای مریم مقدس • موسیقی: جیمی ون هیوزن • ترانه‌ها: جانی بورک
  - "The Cat and the Canary" – Why Girls Leave Home • موسیقی: جی لیوینگستون • ترانه‌ها: ری اوانز
  - "Endlessly" – Earl Carroll Vanities • موسیقی: والتر کنت • ترانه‌ها: کیم گنون
  - "I Fall in Love Too Easily" – لنگرها را بکشید • موسیقی:جول استاین • ترانه‌ها: سمی کان
  - "I'll Buy That Dream" – Sing Your Way Home • موسیقی: الی وروبل • ترانه‌ها: هرب مجیدسون
  - "Linda" – سرگذشت سرباز جو • موسیقی و ترانه‌ها: Ann Ronell
  - "Love Letters" – نامه‌های عاشقانه • موسیقی: ویکتور یانگ • ترانه‌ها: ادوارد هیمن
  - "More and More" – Can't Help Singing • موسیقی: جروم کرن (فهرست نامزدان و برندگان جایزه اسکار پس از مرگ) • ترانه‌ها: ییپ هاربورگ
  - "Sleighride in July" – Belle of the Yukon • موسیقی: جیمی ون هیوزن • ترانه‌ها:جانی بورک
  - "So in Love" – Wonder Man • موسیقی: David Rose • ترانه‌ها: لیو رابین
  - "Some Sunday Morning" – سان آنتونیو • موسیقی: ری هایندورف و M.K. Jerome • ترانه‌ها: تد کوهلر
- نوزدهمین دوره جوایز اسکار: "On the Atchison, Topeka and the Santa Fe" – The Harvey Girls • موسیقی: هری وارن • ترانه‌ها: جانی مرسر
  - "All Through the Day" – Centennial Summer • موسیقی: جروم کرن (فهرست نامزدان و برندگان جایزه اسکار پس از مرگ) • ترانه‌ها: اسکار همرستاین دوم
  - "I Can't Begin to Tell You" – The Dolly Sisters • موسیقی: James V. Monaco (فهرست نامزدان و برندگان جایزه اسکار پس از مرگ) • ترانه‌ها: مک گوردون
  - "Ole Buttermilk Sky" – Canyon Passage • موسیقی: هوگی کارمایکل • ترانه‌ها: جک بروکس
  - "You Keep Coming Back Like a Song" – آسمان‌های آبی • موسیقی و ترانه‌ها: ایروینگ برلین
- بیستمین دوره جوایز اسکار: "Zip-a-Dee-Doo-Dah" – ترانه جنوب • موسیقی: الی وروبل • ترانه‌ها: ری گیلبرت
  - "A Gal in Calico" – The Time, the Place and the Girl • موسیقی: آرتور شوارتز • ترانه‌ها: لیو رابین
  - "I Wish I Didn't Love You So" – The Perils of Pauline • موسیقی و ترانه‌ها: فرانک لسر
  - "Pass That Peace Pipe" – Good News • موسیقی و ترانه‌ها: رالف بلین, هیو مارتین و راجر ایدنس
  - "You Do" – Mother Wore Tights • موسیقی: Josef Myrow • ترانه‌ها: مک گوردون
- بیست و یکمین دوره جوایز اسکار: "Buttons and Bows" – The Paleface • موسیقی: جی لیوینگستون • ترانه‌ها: ری اوانز
  - "For Every Man There's a Woman" – Casbah • موسیقی: هارولد آرلن • ترانه‌ها: لیو رابین
  - "It's Magic" – Romance on the High Seas • موسیقی: جول استاین • ترانه‌ها: سمی کان
  - "This Is the Moment" – That Lady in Ermine • موسیقی: فردریک هالندر • ترانه‌ها: لیو رابین
  - "دارکوب زبله" – Wet Blanket Policy • موسیقی و ترانه‌ها: Ramey Idriss و George Tibbles
- 1949: "عزیزم بیرون سرده" – دختر نپتون • موسیقی و ترانه‌ها: فرانک لسر
  - "It's a Great Feeling" – It's a Great Feeling • موسیقی: جول استاین • ترانه‌ها: سمی کان
  - "Lavender Blue" – So Dear to My Heart • موسیقی: الیوت دنیل • ترانه‌ها: لری موری
  - "My Foolish Heart" – دل نادان من • موسیقی: ویکتور یانگ • ترانه‌ها: ند واشینگتن
  - "Through a Long and Sleepless Night" – به اصطبل بیا • موسیقی: آلفرد نیومن • ترانه‌ها: مک گوردون

### دهه ۱۹۵۰
- بیست و سومین دوره جوایز اسکار: "Mona Lisa" – Captain Carey, U.S.A. • موسیقی و ترانه‌ها: ری اوانز و جی لیوینگستون
  - "عشق من باش" – The Toast of New Orleans • موسیقی: Nicholas Brodzsky • ترانه‌ها: سمی کان
  - "Bibbidi-Bobbidi-Boo" – سیندرلا • موسیقی و ترانه‌ها: مک دیوید, ال هافمن و جری لیوینگستون
  - "Mule Train" – Singing Guns • موسیقی و ترانه‌ها: فرد گلیکمن, Hy Heath و جانی لنگ
  - "Wilhelmina" – بلوار واباش • موسیقی: Josef Myrow • ترانه‌ها: مک گوردون
- بیست و چهارمین دوره جوایز اسکار: "In the Cool, Cool, Cool of the Evening" – Here Comes the Groom • موسیقی: هوگی کارمایکل • ترانه‌ها: جانی مرسر
  - "Never"– Golden Girl • موسیقی: لایونل نیومن • ترانه‌ها: الیوت دنیل
  - "Wonder Why" – Rich, Young and Pretty • موسیقی: Nicholas Brodszky • ترانه‌ها: سمی کان
  - "Too Late Now" – Royal Wedding • موسیقی: برتون لین • ترانه‌ها: آلن جی لرنر
  - "A Kiss to Build a Dream On" – نوار • موسیقی و ترانه‌ها: Burt Kalmar (فهرست نامزدان و برندگان جایزه اسکار پس از مرگ), Harry Ruby, and اسکار همرستاین دوم
- بیست و پنجمین دوره جوایز اسکار: "High Noon (Do Not Forsake Me, Oh My Darlin')" – نیمروز • موسیقی: دیمیتری تیومکین • ترانه‌ها: ند واشینگتن
  - "Am I in Love" – Son of Paleface • موسیقی و ترانه‌ها: جک بروکس
  - "Because You're Mine" – چون برای منی • موسیقی: Nicholas Brodszky • ترانه‌ها: سمی کان
  - "Thumbelina" – هانس کریستین اندرسن • موسیقی و ترانه‌ها: فرانک لسر
  - "Zing a Little Zong" – فقط برای تو • موسیقی: هری وارن • ترانه‌ها: لیو رابین
- بیست و ششمین دوره جوایز اسکار: "Secret Love" – Calamity Jane • موسیقی: سمی فین • ترانه‌ها: پل فرنسیس وبستر
  - "The Moon Is Blue" – ماه آبی است • موسیقی: هرشل برک گیلبرت • ترانه‌ها: سیلویا فاین
  - "My Flaming Heart" – دختر شهر کوچک • موسیقی: Nicholas Brodszky • ترانه‌ها: لیو رابین
  - "Sadie Thompson's Song" – Miss Sadie Thompson • موسیقی: لستر لی • ترانه‌ها: ند واشینگتن
  - "That's Amore" – The Caddy • موسیقی: هری وارن • ترانه‌ها: جک بروکس
- بیست و هفتمین دوره جوایز اسکار: "Three Coins in the Fountain" – سه سکه در چشمه • موسیقی: جول استاین • ترانه‌ها: سمی کان
  - "Count Your Blessings Instead of Sheep" – White Christmas • موسیقی و ترانه‌ها: ایروینگ برلین
  - "The High and the Mighty" – متکبرها • موسیقی: دیمیتری تیومکین • ترانه‌ها: ند واشینگتن
  - "Hold My Hand" – Susan Slept Here • موسیقی و ترانه‌ها: جک لارنس و Richard Myers
  - "The Man that Got Away" – ستاره‌ای متولد شده است • موسیقی: هارولد آرلن • ترانه‌ها: ایرا گرشوین
- بیست و هشتمین دوره جوایز اسکار: "Love Is a Many Splendored Thing" – عشق چیز باشکوهی است • موسیقی: سمی فین • ترانه‌ها: پل فرنسیس وبستر
  - "I'll Never Stop Loving You" – دوستم داشته باش یا ترکم کن • موسیقی: Nicholas Brodszky • ترانه‌ها: سمی کان
  - "Something's Gotta Give" – بابا لنگ‌دراز • موسیقی و ترانه‌ها: جانی مرسر
  - "(Love Is) The Tender Trap" – The Tender Trap • موسیقی: جیمی ون هیوزن • ترانه‌ها: سمی کان
  - "Unchained Melody" – Unchained • موسیقی: الکس نورث • ترانه‌ها: Hy Zaret
- بیست و نهمین دوره جوایز اسکار: "Whatever Will Be, Will Be (Qué Será, Será)" – مردی که زیاد می‌دانست • موسیقی و ترانه‌ها: جی لیوینگستون و ری اوانز
  - "Friendly Persuasion" – ترغیب دوستانه • موسیقی: دیمیتری تیومکین • ترانه‌ها: پل فرنسیس وبستر
  - "Julie" – Julie • موسیقی: لیت استیونز • ترانه‌ها: تام ادایر
  - "True Love" – High Society • موسیقی و ترانه‌ها: کول پورتر
  - "Written on the Wind" – بر باد نوشته • موسیقی: ویکتور یانگ (فهرست نامزدان و برندگان جایزه اسکار پس از مرگ) • ترانه‌ها: سمی کان
- سی‌امین دوره جوایز اسکار: "All the Way" – The Joker Is Wild • موسیقی: جیمی ون هیوزن • ترانه‌ها: سمی کان
  - "An Affair to Remember" – عشقبازی به یادماندنی • موسیقی: هری وارن • ترانه‌ها: هارولد آدامسون و لئو مک‌کری
  - "April Love" – April Love • موسیقی: سمی فین • ترانه‌ها: پل فرنسیس وبستر
  - "Tammy" – تمی و مرد مجرد • موسیقی و ترانه‌ها: ری اوانز و جی لیوینگستون
  - "Wild Is the Wind" – باد وحشی است • موسیقی: دیمیتری تیومکین • ترانه‌ها: ند واشینگتن
- سی و یکمین دوره جوایز اسکار:  ژی‌ژی • موسیقی: فردریک لاو • ترانه‌ها: آلن جی لرنر
  - "Almost in Your Arms (Love Song from Houseboat)" – Houseboat • موسیقی و ترانه‌ها: جی لیوینگستون و ری اوانز
  - "A Certain Smile" – نوعی لبخند • موسیقی: سمی فین • ترانه‌ها: پل فرنسیس وبستر
  - "To Love and Be Loved" – Some Came Running • موسیقی: جیمی ون هیوزن • ترانه‌ها: سمی کان
  - "A Very Precious Love" – Marjorie Morningstar • موسیقی: سمی فین • ترانه‌ها: پل فرنسیس وبستر
- سی و دومین دوره جوایز اسکار: "High Hopes" – A Hole in the Head • موسیقی: جیمی ون هیوزن • ترانه‌ها: سمی کان
  - "The Best of Everything" – The Best of Everything • موسیقی: آلفرد نیومن • ترانه‌ها: سمی کان
  - "The Five Pennies" – The Five Pennies • موسیقی و ترانه‌ها: سیلویا فاین
  - "The Hanging Tree" – درخت اعدام • موسیقی: جری لیوینگستون • ترانه‌ها: مک دیوید
  - "Strange Are the Ways of Love" – The Young Land • موسیقی: دیمیتری تیومکین • ترانه‌ها: ند واشینگتن

### دهه ۱۹۶۰
- سی و سومین دوره جوایز اسکار: "Never on Sunday" – یکشنبه‌ها هرگز • موسیقی و ترانه‌ها: مأنوس هاجیداکیس
  - "The Facts of Life" – The Facts of Life • موسیقی و ترانه‌ها: جانی مرسر
  - "Faraway Part of Town" – Pepe • موسیقی: آندره پروین • ترانه‌ها: دوری لنگدون
  - "The Green Leaves of Summer" – آلامو • موسیقی: دیمیتری تیومکین • ترانه‌ها: پل فرنسیس وبستر
  - "The Second Time Around" – High Time • موسیقی: جیمی ون هیوزن • ترانه‌ها: سمی کان
- سی و چهارمین دوره جوایز اسکار: "مون ریور" – صبحانه در تیفانی • موسیقی: هنری مانچینی • ترانه‌ها: جانی مرسر
  - "Bachelor in Paradise" – Bachelor in Paradise • موسیقی: Henry Mancini • ترانه‌ها: مک دیوید
  - "Love Theme From El Cid" – ال سید • موسیقی: میکلوش روژا • ترانه‌ها: پل فرنسیس وبستر
  - "Pocketful of Miracles" – یه عالمه معجزه • موسیقی: جیمی ون هیوزن • ترانه‌ها: سمی کان
  - "Town Without Pity" – Town Without Pity • موسیقی: دیمیتری تیومکین • ترانه‌ها: ند واشینگتن
- سی و پنجمین دوره جوایز اسکار: "Days of Wine and Roses" – روزگار شراب و گل‌های سرخ • موسیقی: هنری مانچینی • ترانه‌ها: جانی مرسر
  - "Love Song From Mutiny on the Bounty" – شورش در کشتی بونتی • موسیقی: برانیسلاو کاپر • ترانه‌ها: پل فرنسیس وبستر
  - "Song From Two for the Seesaw" – Two for the Seesaw • موسیقی: آندره پروین • ترانه‌ها: دوری لنگدون
  - "Tender Is the Night" – Tender Is the Night • موسیقی: سمی فین • ترانه‌ها: پل فرنسیس وبستر
  - "Walk on the Wild Side" – Walk on the Wild Side • موسیقی: المر برنستاین • ترانه‌ها: مک دیوید
- سی و ششمین دوره جوایز اسکار: "Call Me Irresponsible" – Papa's Delicate Condition • موسیقی: جیمی ون هیوزن • ترانه‌ها: سمی کان
  - "Charade" – معما • موسیقی: هنری مانچینی • ترانه‌ها: جانی مرسر
  - "It's a Mad, Mad, Mad, Mad World" – دنیای دیوانه، دیوانه، دیوانه، دیوانه • موسیقی: ارنست گلد • ترانه‌ها: مک دیوید
  - "More" – Mondo Cane • موسیقی: ریتز اورتولانی و نینو اولیویرو • ترانه‌ها: Norman Newell
  - "So Little Time" – ۵۵ روز در پکن • موسیقی: دیمیتری تیومکین • ترانه‌ها: پل فرنسیس وبستر
- سی و هفتمین دوره جوایز اسکار: "Chim Chim Cher-ee" – مری پاپینز • موسیقی و ترانه‌ها: ریچارد ام. شرمن و رابرت بی. شرمن
  - "Dear Heart" – Dear Heart • موسیقی: هنری مانچینی • ترانه‌ها: جی لیوینگستون و ری اوانز
  - "Hush… Hush, Sweet Charlotte" – هیس... هیس، شارلوت عزیز • موسیقی: فرنک د وال • ترانه‌ها: مک دیوید
  - "My Kind of Town" – Robin and the 7 Hoods • موسیقی: جیمی ون هیوزن • ترانه‌ها: سمی کان
  - "Where Love Has Gone" – Where Love Has Gone • موسیقی: جیمی ون هیوزن • ترانه‌ها: سمی کان
- سی و هشتمین دوره جوایز اسکار: "The Shadow of Your Smile" – مرغ دریایی (فیلم ۱۹۶۵) • موسیقی: جانی مندل • ترانه‌ها: پل فرنسیس وبستر
  - "The Ballad of Cat Ballou" – کت بالو • موسیقی: جری لیوینگستون • ترانه‌ها: مک دیوید
  - "I Will Wait for You" – چترهای شربورگ • موسیقی: میشل لوگران • ترانه‌ها: ژاک دمی • ترانه‌های انگلیسی: نورمن گیمبل
  - "The Sweetheart Tree" – مسابقه بزرگ • موسیقی: هنری مانچینی • ترانه‌ها: جانی مرسر
  - "What's New Pussycat?" – تازه چه خبر پوسی‌کت؟ • موسیقی: برت بکراک • ترانه‌ها: هل دیوید
- سی و نهمین دوره جوایز اسکار: "Born Free" – آزاد زاده شو • موسیقی: جان بری • ترانه‌ها: دان بلک
  - "الفی " – الفی • موسیقی: برت بکراک • ترانه‌ها: هل دیوید
  - "Georgy Girl" – جورجی دختر • موسیقی: تام اسپرینگ‌فیلد • ترانه‌ها: جیم دیل
  - "My Wishing Doll" – هاوایی • موسیقی: المر برنستاین • ترانه‌ها: مک دیوید
  - "A Time for Love" – An American Dream • موسیقی: جانی مندل • ترانه‌ها: پل فرنسیس وبستر
- چهلمین دوره جوایز اسکار: "Talk to the Animals" – دکتر دولیتل • موسیقی و ترانه‌ها: لسلی بریکوس
  - "The Bare Necessities" – کتاب جنگل • موسیقی و ترانه‌ها: Terry Gilkyson
  - "The Eyes of Love" – Banning • موسیقی: کوئینسی جونز • ترانه‌ها: باب راسل
  - "The Look of Love" – کازینو رویال • موسیقی: برت بکراک • ترانه‌ها: هل دیوید
  - "Thoroughly Modern Millie" – میلی کاملا مدرن • موسیقی و ترانه‌ها: جیمی ون هیوزن و سمی کان
- چهل و یکمین دوره جوایز اسکار: "آسیاب‌بادی‌های ذهنت" – حادثه توماس کراون (فیلم ۱۹۶۸) • موسیقی: میشل لوگران • ترانه‌ها: الن برگمن و الن برگمن
  - "Chitty Chitty Bang Bang" – چیتی‌چیتی بنگ‌بنگ • موسیقی و ترانه‌ها: ریچارد ام. شرمن و رابرت بی. شرمن
  - "For Love of Ivy" – For Love of Ivy • موسیقی: کوئینسی جونز • ترانه‌ها: باب راسل
  - "دختر شوخ" – دختر شوخ • موسیقی: جول استاین • ترانه‌ها: باب مریل
  - "Star!" – ستاره! (فیلم) • موسیقی: جیمی ون هیوزن • ترانه‌ها: سمی کان
- چهل و دومین دوره جوایز اسکار: "Raindrops Keep Fallin' on My Head" – بوچ کسیدی و ساندنس کید • موسیقی: برت بکراک • ترانه‌ها: هل دیوید

  - "Come Saturday Morning" – فاخته نازا • موسیقی: فرد کارلین • ترانه‌ها: دوری پروین
  - "Jean" – بهار زندگی دوشیزه جین برودی (فیلم) • موسیقی و ترانه‌ها: Rod McKuen
  - "True Grit" – شجاعت واقعی • موسیقی: المر برنستاین • ترانه‌ها: دان بلک
  - "What Are You Doing the Rest of Your Life?" – پایان خوش • موسیقی: میشل لوگران • ترانه‌ها: الن برگمن و الن برگمن

### دهه ۱۹۷۰
| سال                            | ترانه‌سرا (یان) برنده                                                                                | نامزدها |
| ------------------------------ | --------------------------------------------------------------------------------------------------- | --- |
| چهل و سومین دوره جوایز اسکار   | "For All We Know" – عاشقان و دیگر غریبه‌ها – موسیقی: فرد کارلین • ترانه‌ها: راب رویر و جیمی گریفن     | - "Thank You Very Much" – اسکروچ • موسیقی و ترانه‌ها: لسلی بریکوس |
| چهل و چهارمین دوره جوایز اسکار | "Theme from Shaft" – ستون – موسیقی و ترانه‌ها: آیزاک هیز                                             | - "The Age of Not Believing" – تختخواب سحرآمیز • موسیقی و ترانه‌ها: ریچارد ام. شرمن و رابرت بی. شرمن - "Bless the Beasts and Children" – Bless the Beasts and Children • موسیقی و ترانه‌ها: Barry DeVorzon و Perry Botkin, Jr. - "Life Is What You Make It" – کچ • موسیقی: ماروین هملیش • ترانه‌ها: جانی مرسر - "All His Children" – گاهی فکری بزرگ (فیلم) • موسیقی: هنری مانچینی • ترانه‌ها: الن برگمن و الن برگمن |
| چهل و پنجمین دوره جوایز اسکار  | "The Morning After" – ماجرای پوزیدون – موسیقی و ترانه‌ها: ال کاشا and جوئل هیرشبورن                  | - "Strange Are the Ways of Love" – The Stepmother • موسیقی: سمی فین • ترانه‌ها: پل فرنسیس وبستر |
| چهل و ششمین دوره جوایز اسکار   | "The Way We Were" – آنطور که بودیم – موسیقی: ماروین هملیش • ترانه‌ها: الن برگمن and الن برگمن        | - "All That Love Went To Waste" – لمسی از عزت • موسیقی: George Barrie • ترانه‌ها: سمی کان |
| چهل و هفتمین دوره جوایز اسکار  | "We May Never Love Like This Again" – آسمانخراش جهنمی – موسیقی و ترانه‌ها: ال کاشا and جوئل هیرشبورن | - "Little Prince" – شازده کوچولو • موسیقی: Frederick Lowe • ترانه‌ها: آلن جی لرنر |
| چهل و هشتمین دوره جوایز اسکار  | "I'm Easy" – نشویل – موسیقی و ترانه‌ها: کیت کارادین                                                  | - "Now That We’re in Love" – Whiffs • موسیقی: George Barrie • ترانه‌ها: سمی کان |
| چهل و نهمین دوره جوایز اسکار   | "Evergreen" – ستاره‌ای متولد شده است – موسیقی: باربارا استرایسند • ترانه‌ها: پال ویلیامز              | - "Gonna Fly Now" – راکی • موسیقی: بیل کانتی • ترانه‌ها: Carol Connors و Ayn Robbins |
| پنجاهمین دوره جوایز اسکار      | "You Light Up My Life" – You Light Up My Life – موسیقی و ترانه‌ها: جوزف بروکس                        | - "Nobody Does It Better" – جاسوسی که دوستم داشت • موسیقی: ماروین هملیش • ترانه‌ها: کارول بیر سیجر |
| پنجاه و یکمین دوره جوایز اسکار | "Last Dance" – Thank God It’s Friday – موسیقی و ترانه‌ها: پال جبارا                                  | - "The Last Time I Felt Like This" – سال بعد، همین موقع • موسیقی: ماروین هملیش • ترانه‌ها: الن برگمن و الن برگمن |
| پنجاه و دومین دوره جوایز اسکار | "It Goes Like It Goes" – نورما ری – موسیقی: دیوید شایر • ترانه‌ها: نورمن گیمبل                       | - "It’s Easy To Say" – ۱۰ • موسیقی: هنری مانچینی • ترانه‌ها: Robert Wells |

### دهه ۱۹۸۰
| سال                            | ترانه‌سرا (یان) برنده | نامزدها                                                                                               |
| ------------------------------ | --- | --- |
| پنجاه و سومین دوره جوایز اسکار | "Fame" – شهرت (فیلم ۱۹۸۰) – موسیقی: مایکل گور • ترانه‌ها: دین پیچفورد                                                      | - "9 to ۵" – نه تا پنج • موسیقی و ترانه‌ها: دالی پارتن                                                 |
| ۱۹۸۱                           | "Arthur's Theme" – آرتور – موسیقی و ترانه‌ها: برت بکراک, کارول بیر سیجر, کریستوفر کراس and Peter Allen                     | - "One More Hour" – رگتایم • موسیقی و ترانه‌ها: رندی نیومن                                             |
| ۱۹۸۲                           | "Up Where We Belong" – یک افسر و یک جنتل‌من – موسیقی: جک نیچه and بافی سینت-مری • ترانه‌ها: ویل جنینگز                      | - "If We Were In Love" – Yes, Giorgio • موسیقی: جان ویلیامز • ترانه‌ها: الن برگمن و الن برگمن          |
| ۱۹۸۳                           | "فلش‌دنس… چه احساسی" – فلش‌دنس – موسیقی: جورجو مورودر • ترانه‌ها: کیث فورسی and ایرنه کارا                                   | - "The Way He Makes Me Feel" – ینتل • موسیقی: میشل لوگران • ترانه‌ها: الن برگمن و الن برگمن            |
| ۱۹۸۴                           | "I Just Called to Say I Love You" – زن سرخ‌پوش – موسیقی و ترانه‌ها: استیوی واندر                                            | - "Ghostbusters" – شکارچیان روح • موسیقی و ترانه‌ها: ری پارکر جونیور                                   |
| ۱۹۸۵                           | "Say You, Say Me" – شب‌های روشن – موسیقی و ترانه‌ها: لایونل ریچی                                                            | - "Separate Lives" – شب‌های روشن • موسیقی و ترانه‌ها: استیون بیشاپ                                      |
| ۱۹۸۶                           | "Take My Breath Away" – تاپ گان – موسیقی: جورجو مورودر • ترانه‌ها: تام ویتلاک                                              | - "Life in a Looking Glass" – That's Life! • موسیقی: هنری مانچینی • ترانه‌ها: لسلی بریکوس              |
| ۱۹۸۷                           | "(I've Had) The Time of My Life" – رقص کثیف – موسیقی: فرنک پرویتی, جان دنیکلا and Donald Markowitz • ترانه‌ها: فرنک پرویتی | - "Storybook Love" – عروس شاهزاده • موسیقی و ترانه‌ها: Willy DeVille                                   |
| ۱۹۸۸                           | "Let the River Run" – دختر شاغل – موسیقی و ترانه‌ها: کارلی سایمون                                                          | - "Two Hearts" – Buster • موسیقی: لمانت دوزیر • ترانه‌ها: فیل کالینز                                   |
| ۱۹۸۹                           | "Under the Sea" – پری دریایی کوچولو – موسیقی: آلن منکن • ترانه‌ها: هاوارد اشمن                                             | - "The Girl Who Used To Be Me" – شرلی ولنتاین • موسیقی: ماروین هملیش • ترانه‌ها: الن برگمن و الن برگمن |

### دهه ۱۹۹۰
| سال                          | ترانه‌سرا (یان) برنده | نامزدها                                                                                |
| ---------------------------- | --- | -------------------------------------------------------------------------------------- |
| ۱۹۹۰                         | "دیر یا زود" – دیک تریسی – موسیقی و ترانه‌ها: استفان سوندهایم                                                               | - "Somewhere in My Memory" – تنها در خانه • موسیقی: جان ویلیامز • ترانه‌ها: لسلی بریکوس |
| ۱۹۹۱                         | "انسانیت و حیوانیت" – دیو و دلبر – موسیقی: آلن منکن • ترانه‌ها: هاوارد اشمن (فهرست نامزدان و برندگان جایزه اسکار پس از مرگ) | - "When You're Alone" – هوک • موسیقی: جان ویلیامز • ترانه‌ها: لسلی بریکوس               |
| ۱۹۹۲                         | "A Whole New World" – علاءالدین – موسیقی: آلن منکن • ترانه‌ها: تیم رایس                                                     | - "Run to You" – محافظ شخصی • موسیقی: Jud J. Friedman • ترانه‌ها: Allan Dennis Rich     |
| ۱۹۹۳                         | "Streets of Philadelphia" – فیلادلفیا – موسیقی و ترانه‌ها: بروس اسپرینگستین                                                 | - "A Wink and a Smile" – بی‌خواب در سیاتل • موسیقی: مارک شیمن • ترانه‌ها: Ramsey McLean  |
| ۱۹۹۴                         | "Can You Feel the Love Tonight" – شیرشاه – موسیقی: التون جان • ترانه‌ها: تیم رایس                                           | - "Make Up Your Mind" – مقاله (فیلم ۱۹۹۴) • موسیقی و ترانه‌ها: رندی نیومن               |
| ۱۹۹۵                         | "Colors of the Wind" – پوکاهانتس – موسیقی: آلن منکن • ترانه‌ها: استفان شوارتز                                               | - "You've Got a Friend in Me" – داستان اسباب‌بازی • موسیقی و ترانه‌ها: رندی نیومن        |
| شصت و نهمین دوره جوایز اسکار | "You Must Love Me" – اویتا – موسیقی: اندرو لوید وبر • ترانه‌ها: تیم رایس                                                    | - "That Thing You Do!" – آن کاری که می‌کنی! • موسیقی و ترانه‌ها: Adam Schlesinger        |
| ۱۹۹۷                         | "قلبم ادامه خواهد داد" – تایتانیک – موسیقی: جیمز هورنر • ترانه‌ها: ویل جنینگز                                               | - "Miss Misery" – ویل هانتینگ خوب • موسیقی و ترانه‌ها: الیوت اسمیت                      |
| ۱۹۹۸                         | "وقتی باور کردی" – شاهزاده مصر – موسیقی و ترانه‌ها: استفان شوارتز                                                           | - "That'll Do" – Babe: Pig in the City • موسیقی و ترانه‌ها: رندی نیومن                  |
| ۱۹۹۹                         | "You'll Be in My Heart" – تارزان – موسیقی و ترانه‌ها: فیل کالینز                                                            | - "When She Loved Me" – داستان اسباب‌بازی ۲ • موسیقی و ترانه‌ها: رندی نیومن              |

### دهه ۲۰۰۰
| سال  | ترانه‌سرا (یان) برنده                                                                             | نامزدها                                                                                               |
| ---- | ------------------------------------------------------------------------------------------------ | --- |
| ۲۰۰۰ | "Things Have Changed" – پسران شگفت‌انگیز (فیلم) – موسیقی و ترانه‌ها: باب دیلن                      | - "My Funny Friend and Me" – زندگی جدید امپراتور • موسیقی: استینگ و David Hartley • ترانه‌ها: Sting    |
| ۲۰۰۱ | "If I Didn't Have You" – شرکت هیولاها – موسیقی و ترانه‌ها: رندی نیومن                             | - "Vanilla Sky" – آسمان وانیلی • موسیقی و ترانه‌ها: پل مک‌کارتنی                                        |
| ۲۰۰۲ | "خودتو غرق کن" – ۸ مایل – موسیقی: امینم، جف بس, and Luis Resto • ترانه‌ها: Eminem                 | - "شیکاگو (فیلم ۲۰۰۲)" – شیکاگو • موسیقی: جان کندر • ترانه‌ها: فرد اب                                  |
| ۲۰۰۳ | "به سوی غرب" – بازگشت پادشاه – موسیقی و ترانه‌ها: فرن والش، هاوارد شور، and آنی لنکس              | - "You Will Be My Ain True Love" – کوهستان سرد • موسیقی و ترانه‌ها: استینگ                             |
| ۲۰۰۴ | "Al otro lado del río" – خاطرات موتورسیلکت – موسیقی و ترانه‌ها: خورخه درکسلر                      | - "Vois sur ton chemin (Look to Your Path)" – هم‌سرایان • موسیقی: برونو کوله • ترانه‌ها: کریستف باراتیه |
| ۲۰۰۵ | "It's Hard out Here for a Pimp" – شتاب و طغیان – موسیقی و ترانه‌ها: جوسی جی، فریزر بوی و دی‌جی پال | - "Travelin' Thru" – ترنس‌آمریکا • موسیقی و ترانه‌ها: دالی پارتن                                        |
| ۲۰۰۶ | "I Need to Wake Up" – یک حقیقت ناراحت‌کننده – موسیقی و ترانه‌ها: ملیسا آتریج                       | - "Patience" – دختران رؤیایی • موسیقی: Henry Krieger • ترانه‌ها: Willie Reale                          |
| ۲۰۰۷ | "Falling Slowly" – یک بار (فیلم) – موسیقی و ترانه‌ها: گلن هنسارد و مارکتا ایرگلووا                | - "اینگونه می‌دانید (آهنگ دیزنی)" – افسون‌زده • موسیقی: آلن منکن • ترانه‌ها: استفان شوارتز               |
| ۲۰۰۸ | "Jai Ho" – میلیونر زاغه‌نشین – موسیقی: ای. آر. رحمان • ترانه‌ها: گلزار (کارگردان)                  | - "O…Saya" – میلیونر زاغه‌نشین • موسیقی و ترانه‌ها: A. R. Rahman and ام. آی. ای.                        |
| ۲۰۰۹ | "The Weary Kind" – دل دیوانه – موسیقی و ترانه‌ها: رایان بینگم و تی بون برنت                       | - "Take It All" – ناین • موسیقی و ترانه‌ها: موری یستون                                                 |

### دهه ۲۰۱۰
| سال  | ترانه‌سرا (یان) برنده                                                     | نامزدها |
| ---- | ------------------------------------------------------------------------ | --- |
| ۲۰۱۰ | "We Belong Together" – داستان اسباب‌بازی ۳ – موسیقی و ترانه‌ها: رندی نیومن | - "If I Rise" – ۱۲۷ ساعت • موسیقی: ای. آر. رحمان • ترانه‌ها: دایدو و Rollo Armstrong |
| ۲۰۱۱ | "Man or Muppet" – The Muppets – موسیقی و ترانه‌ها: برت مک‌کنزی             | - "ریو (فیلم ۲۰۱۱)" – ریو • موسیقی: Sérgio Mendes و Carlinhos Brown • ترانه‌ها: Siedah Garrett |
| ۲۰۱۲ | "اسکای‌فال" – اسکای‌فال – موسیقی و ترانه‌ها: ادل و پل اپورث                 | - "Suddenly" – بینوایان • موسیقی: Claude-Michel Schönberg • ترانه‌ها: Herbert Kretzmer و Alain Boublil |
| ۲۰۱۳ | "رهایش کن" – منجمد – موسیقی و ترانه‌ها: کریستن اندرسون-لوپز و رابرت لوپز  | - "خوشحال" – من نفرت‌انگیز ۲ • موسیقی و ترانه‌ها: فارل ویلیامز - "ترانه ماه" – او • موسیقی: کارن او • ترانه‌ها: کارن او و اسپایک جونز - "Ordinary Love" – ماندلا: راه طولانی به آزادی • موسیقی: بونو، The Edge, لری مولن جونیور, and آدام کلیتون (یوتو) • ترانه‌ها: بونو Note: A nomination for "Alone Yet Not Alone" from the film of the same name, written by بروس بروتن و Dennis Spiegel, was revoked prior to voting when the Academy concluded that Broughton's request "For Your Consideration" was inconsistent with promotional regulations. |
| ۲۰۱۴ | "افتخار" – سلما – موسیقی و ترانه‌ها: جان لجند و کامن                      | - "Everything Is Awesome" – فیلم لگو • موسیقی و ترانه‌ها: Shawn Patterson - "شکرگزار" – Beyond the Lights • موسیقی و ترانه‌ها: دایان وارن - "I'm Not Gonna Miss You" – Glen Campbell: I'll Be Me • موسیقی و ترانه‌ها: گلن کمبل and Julian Raymond - "ستاره‌های گمشده" – دوباره شروع کن • موسیقی و ترانه‌ها: گرگ الکساندر و دنیل بریزبوآ |

### برندگان چندباره جایز
تعداد نامزدی‌ها در پرانتز
- ۴: سمی کان (۲۶) (ترانه‌سرا)
- ۴: آلن منکن (۱۴) (آهنگساز)
- ۴: جانی مرسر (۱۸) (شانزده به عنوان ترانه‌سرا، دو به عنوان آهنگساز و ترانه‌سرا)
- ۴: جیمی ون هیوزن (۱۴) (آهنگساز)
- ۳: ری اوانز (۷) (آهنگساز و ترانه‌سرا)
- ۳: جی لیوینگستون (۷) (آهنگساز و ترانه‌سرا)
- ۳: تیم رایس (۵) (ترانه‌سرا)
- ۳: هری وارن (۱۱) (آهنگساز)
- ۳: پل فرنسیس وبستر (۱۶) (ترانه‌سرا)
- ۲: هاوارد اشمن (۷) (ترانه‌سرا)
- ۲: برت بکراک (۵) (آهنگساز)
- ۲: الن برگمن (۱۵) (ترانه‌سرا)
- ۲: الن برگمن (۱۵) (ترانه‌سرا)
- ۲: سمی فین (۱۰) (آهنگساز)
- ۲: اسکار همرستاین دوم (۵) (ترانه‌سرا)
- ۲: جوئل هیرشبورن (۳) (آهنگساز و ترانه‌سرا)
- ۲: ویل جنینگز (۳) (ترانه‌سرا)
- ۲: ال کاشا (۳) (آهنگساز و ترانه‌سرا)
- ۲: جروم کرن (۷) (آهنگساز)
- ۲: هنری مانچینی (۱۱) (آهنگساز)
- ۲: جورجو مورودر (۲) (آهنگساز)
- ۲: رندی نیومن (۱۲) (آهنگساز و ترانه‌سرا)
- ۲: استفان شوارتز (۵) (چهار به عنوان ترانه‌سرا, یک به عنوان آهنگساز و ترانه‌سرا)
- ۲: ند واشینگتن (۱۱) (ترانه‌سرا)